# 旧下野煉化製造会社煉瓦窯

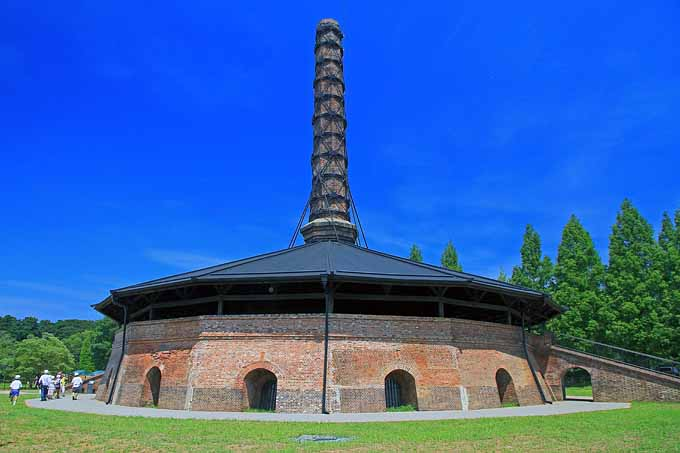
旧下野煉化製造会社のホフマン窯

旧下野煉化製造会社煉瓦窯（きゅうしもつけれんがせいぞうがいしゃれんががま）は、栃木県下都賀郡野木町野木にある近代化遺産であり、赤煉瓦の製造に用いられた設備である。野木町煉瓦窯とも称する。国の重要文化財に指定されている。

## 下野煉化製造会社の歴史
明治21年（1888年）10月、赤煉瓦（レンガ）製造のために「下野煉化製造会社」が設立された。出資者は、三井物産の三井武之助・益田孝・馬越恭平を中心とし、旧古河藩主土井利与や古河城下の豪商・丸山定之助らも参加した。初代理事長は丸山定之助であった。明治22年（1889年）には、野木村大手箱で赤煉瓦の製造が開始される。隣接する旧谷中村（現在は渡良瀬遊水地）では、原料となる良質な粘土が産出し、思川・渡良瀬川の水運により、製品輸送も容易であったため、煉瓦製造に適した立地であった。
当初、赤煉瓦焼成窯は登り窯1基だけであったが、明治23年（1890年）6月10日に、「ホフマン式輪窯」と呼ばれる当時最新鋭の煉瓦窯（東窯）が完成し、続いて、明治25年には同じホフマン式の西窯が完成して、赤煉瓦製造が本格的に開始された。このうち、ホフマン式の東窯が現存している。西窯は1923年の関東大震災で倒壊した。
明治26年（1893年）、株式会社に移行して、社名を「下野煉化株式会社」に改め、理事長は馬越恭平に交代した。赤煉瓦の生産量は、明治27年（1894年）には475万個、明治28年（1895年）には563万個、明治29年（1896年）には619万5千個と増大し、以後、大正期・昭和期にわたり、工場や鉄道建設のために赤煉瓦を供給した。昭和46年（1971年）、社名を「株式会社シモレン」に改め、昭和47年（1972年）に需要の衰退により、赤煉瓦製造販売が中止された。
昭和54年（1979年）2月3日（文部省告示第8号）現存していたホフマン式の東窯が国の重要文化財に指定された。
平成19年（2007年）経済産業省により近代化産業遺産に指定された。

## 設備の概要

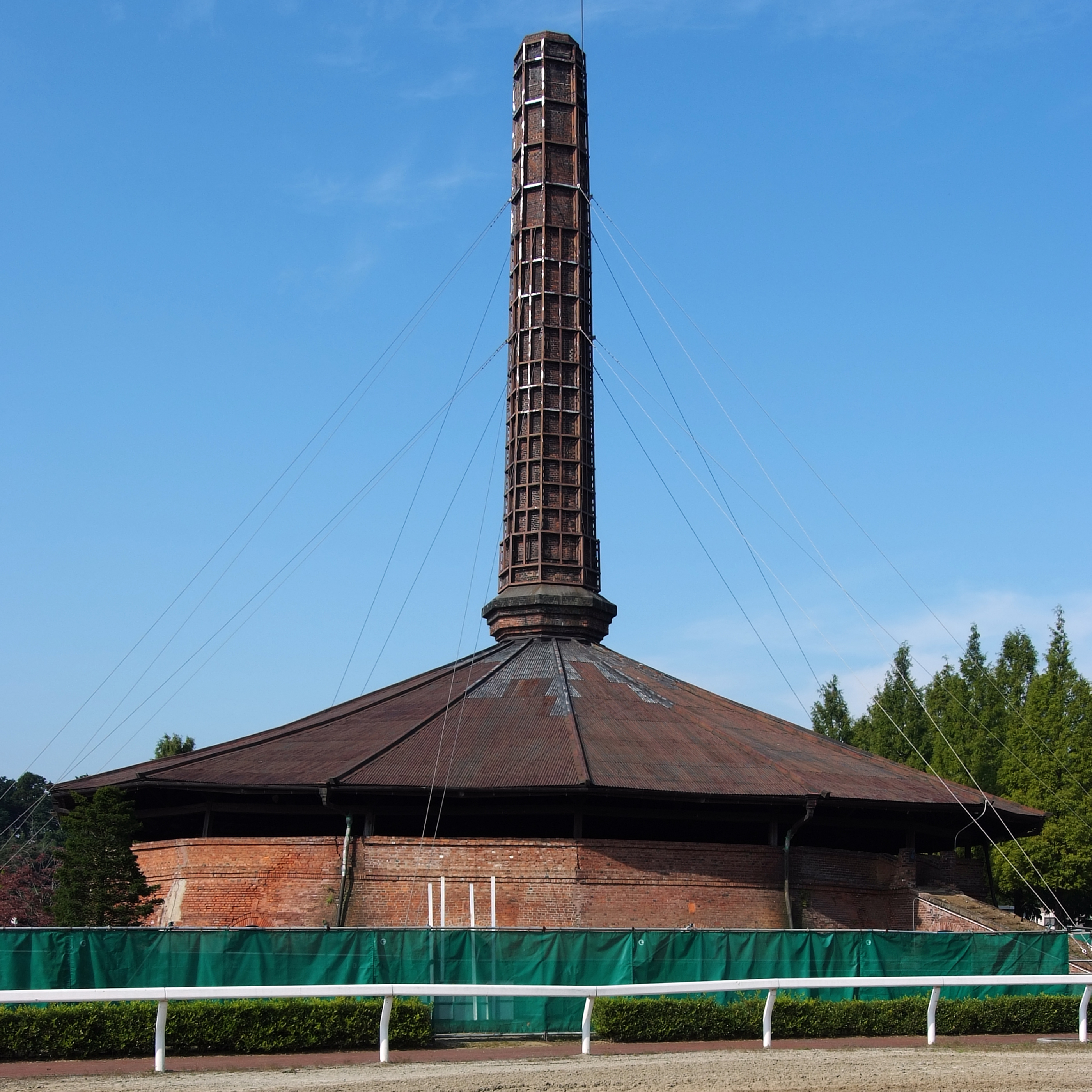
旧下野煉化製造会社のホフマン窯。煙突の支持方式が現在と異なる。

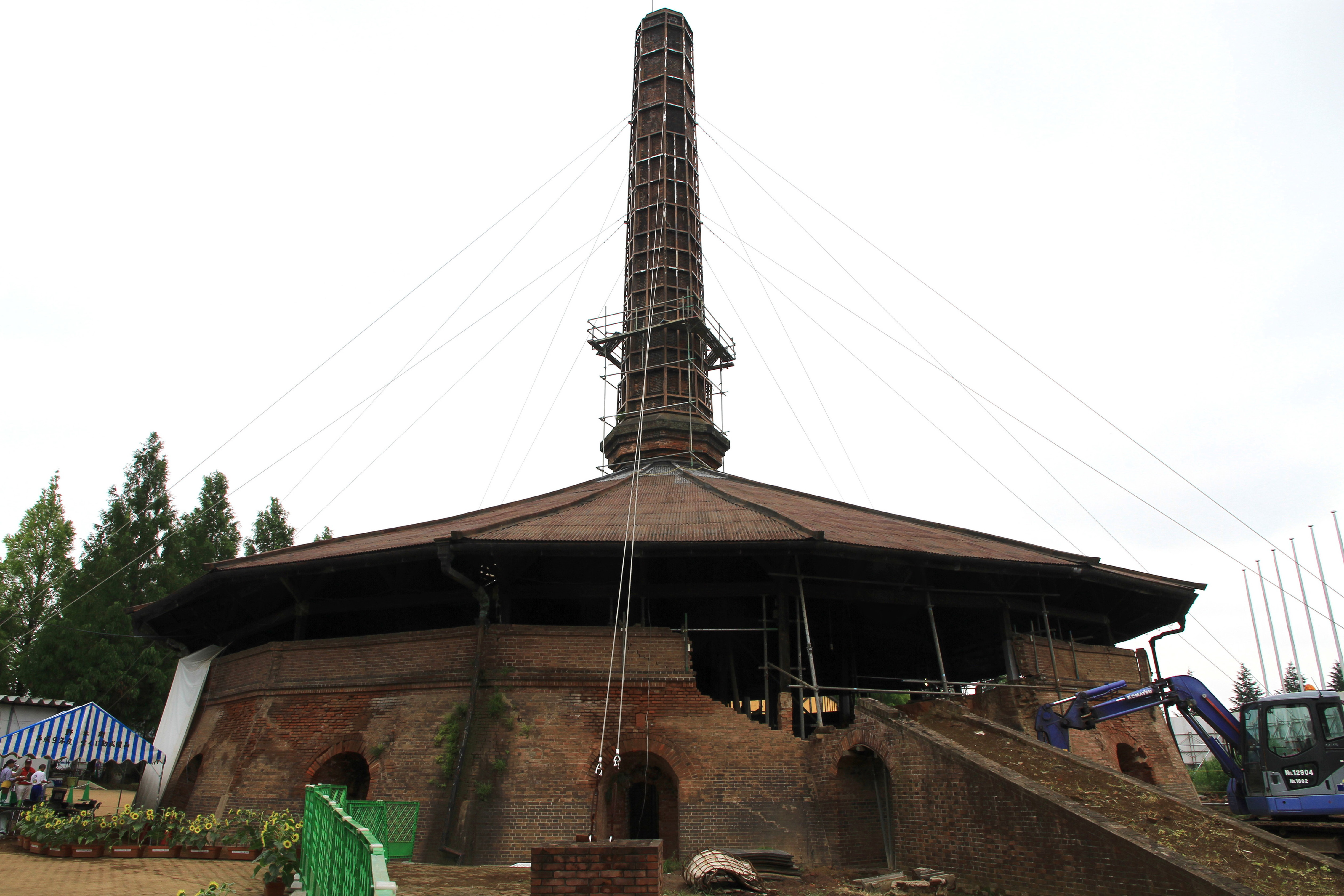
修復工事中の野木町煉瓦窯（2012年）

ホフマン式輪窯（東窯）は、16個の窯をリング状に並べた連続焼成窯である。焼成中の窯からの熱風を前工程の窯に送って、素地煉瓦の乾燥に利用すると同時に、後工程の窯では、煉瓦を冷却するために取り入れた外気が暖まるので、これを焼成中の窯に送る空気として利用する。時間がたつと、火を入れる窯を時計回りにシフトさせ、半永久的に運転することが可能である。熱の利用効率が高く、大量生産に適した設計となっていた。
輪窯の容量は1基当たり28万8000立方メートルであり、通常は、1窯当たり1万4000個、全16窯で約22万個を焼成することが可能である。1年間では輪窯1基当たり、約450万個の焼成能力があると考えられている。焼成温度は約1000℃、燃料は粉炭が用いられた。粉炭は常磐炭鉱のものが使われた。煙突の高さは約34.67メートル、輪窯の周囲は約100メートルである。
窯はイギリス積みの煉瓦造で、屋根は鉄板葺きとする。窯内部は高さ2.8メートル、幅3.3メートル、平面がドーナツ形のトンネル状を成し、天井はボールト形である。外壁には16か所にアーチ形の出入口を設け、内壁下方には16か所に中央の煙突に通じる煙道を設ける。窯内は16室に分かれるが、室間に隔壁はない。窯の天井の上部には幅5.6メートルの床面がドーナツ形にめぐり、その外周には高さ1.1メートルの胸壁がある。この床面の内縁と外縁には燃料の運搬用のトロッコのレールが一周する形で敷設され、これらに挟まれた床面には一面に投炭孔が配置される。窯は1979年に国の重要文化財に指定され、ダンパー（煙道開閉装置）16箇が附（つけたり）指定となっている。
昭和26年（1951年）には、全国で50基のホフマン式輪窯が存在したとされているが、現在は4基のみが残されている。本輪窯もその一つであるが、ほぼ原形をとどめており、最も保存状態が良い貴重な遺産として評価されている。
一方で老朽化が課題であり、2001年にはシモレンが修復に着手したが経営破綻のため中止された。2006年に野木町が施設管理者になり、2011年7月から2016年5月まで野木町が主体となって修復工事が行われた。
2016年5月10日に野木町交流センター“野木ホフマン館”としてリニューアルオープンした。
近隣にある谷中湖とともに「野木町煉瓦窯&ハート池」として恋人の聖地に認定され、2017年5月31日に青山セントグレース大聖堂にて銘板の授与式が行われた。翌年には敷地内にハートのモニュメントが設置され、その除幕式が4月28日に行われている。

## 下野煉化製造の煉瓦を用いた主な建築物
下野煉化製造の製造した煉瓦を使用して建設された主な建築物には、以下のものがある。
- 東京駅（東京都千代田区）[13] - 日本煉瓦製造の煉瓦が主に使用されたが、下野煉化製造の煉瓦も使用されたと言われている。
- 日本鉄道会社 - 鉄橋の橋脚、トンネルなど
- 西堀酒造（栃木県小山市）
- 結城酒造（茨城県結城市）
- 日光金谷ホテル（栃木県日光市） - 登録有形文化財
- 足尾銅山[14]（栃木県日光市）
- 新井家ふるさと記念館（栃木県野木町） - 登録有形文化財。煉瓦の製造過程で発生した不良品を再利用して建設された製糸工場。煉瓦職人の養成も兼ねていた。

## 所在地
- 栃木県下都賀郡野木町大字野木字大手箱3324番地1 他

## 交通
- 鉄道
  - JR宇都宮線（東北本線）古河駅から徒歩45分[15]（約3.3 km）、タクシー6分[16]、市内観光用無料レンタル自転車「コガッツ」利用可[17][18]
  - JR宇都宮線（東北本線）野木駅から徒歩54分（約4.4 km）

## 見学
- 見学時間 - 9:00 〜 17:00[9]
- 定休日 - 月曜日（月曜日が国民の休日の場合は開館、翌平日に閉館）、および年末年始[9]
- 見学料 - 一般：100円 団体：80円 中学生以下は無料。また、隣接するホフマン館の入場は無料。[9]

改修工事期間には、7月下旬のひまわりフェスティバル開催時に「れんがまつり」と称し、特別公開の場を設けていた。